# مشروع أفريبيديا

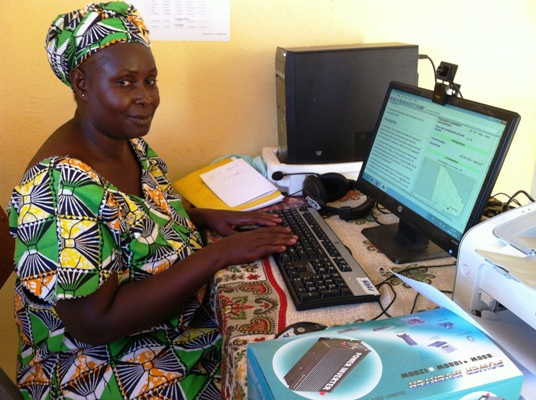
أحد مستخدمي أفريبيديا من منطقة كوليكورو في مالي

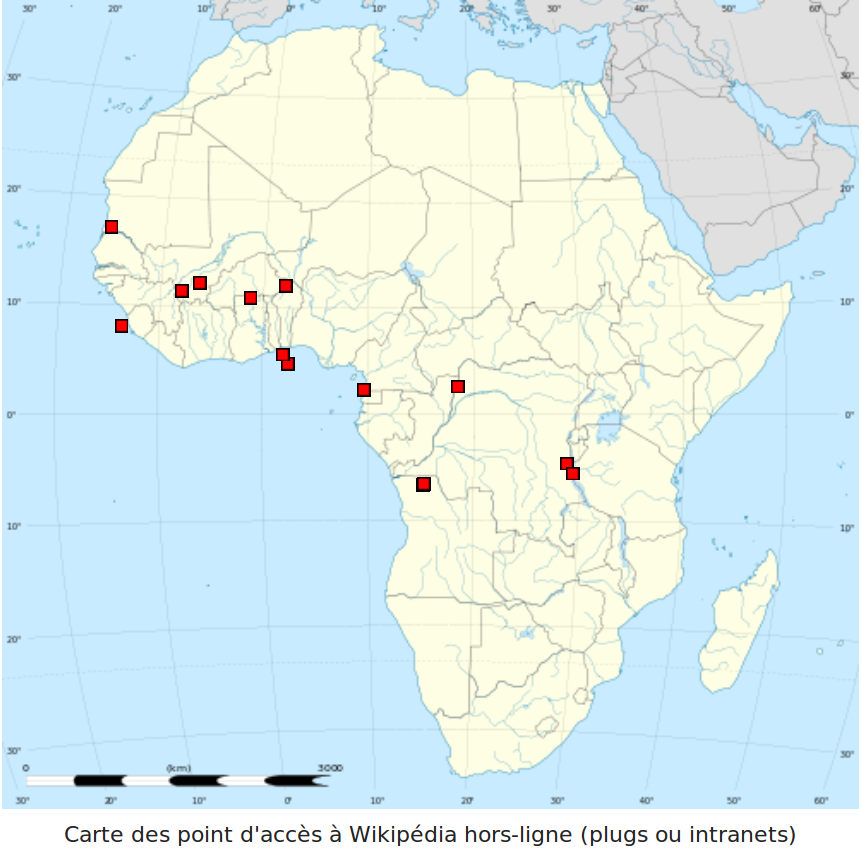
النقاط الحمر تشير إلى موقع ثلاثة عشر جامعة حيث تم اعتماد الكويكس كجزء من مشروع أفريبيديا.

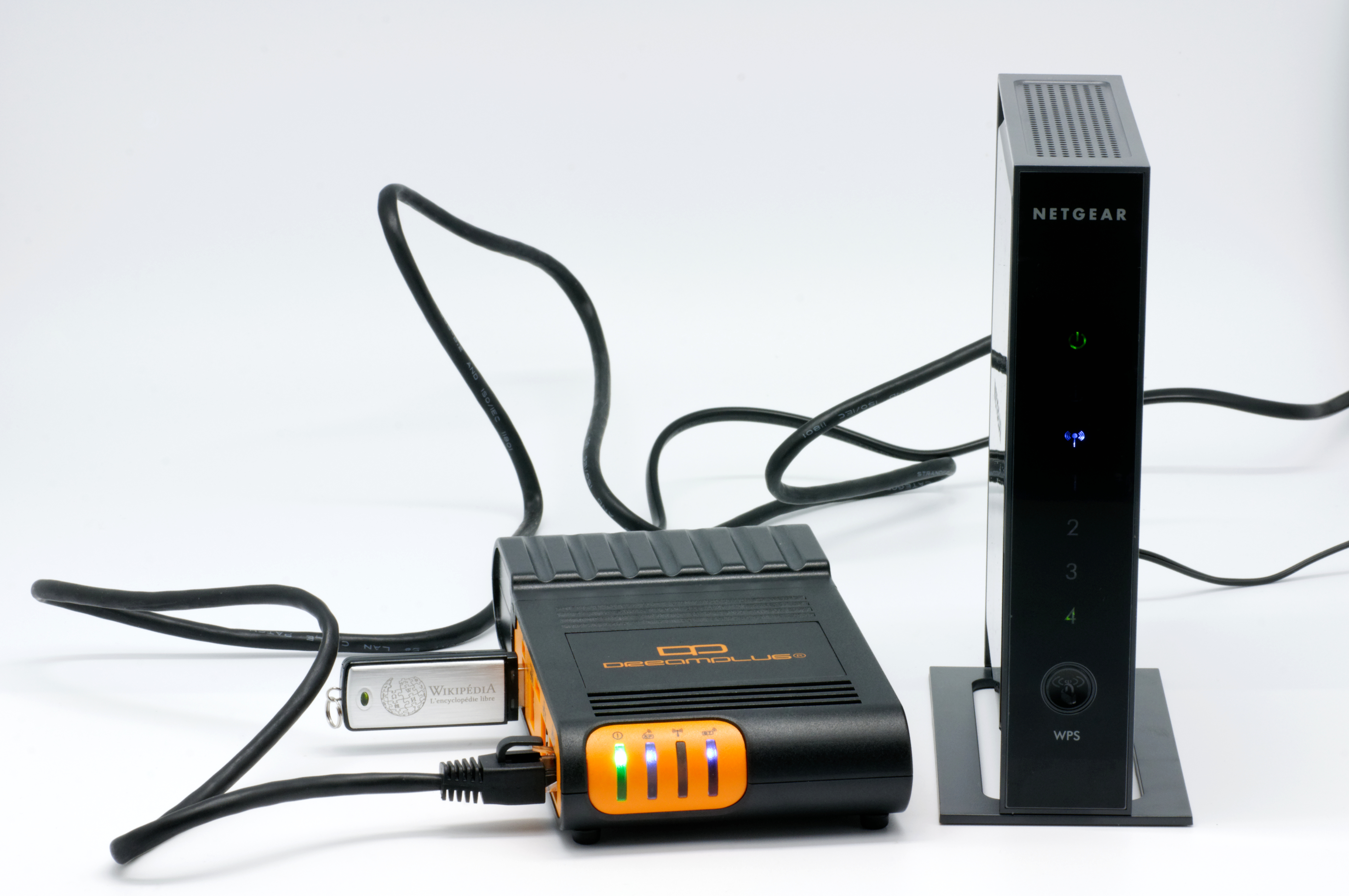
أحد الأجهزة المستخدمة في المشروع أفروبيديا والمكون من جهاز كمبيوتر بمقبس، موزع (راوتر) لاسلكي, و محرك أقراص فلاشي محمل بنسخة جديدة من ويكيبيديا الفرنسية.

مشروع أفريبيديا هي مبادرة تهدف إلى نشر استخدام ويكيبيديا في المناطق الأفريقية الناطقة باللغة الفرنسية من دون الاتصال بالإنترنت وتشجيع الشعوب الأفريقية على المساهمة في إثراء ويكيبيديا. أنطلق المشروع في منتصف حزيران / يونيو عام 2012 الجاري. ويقوم المشروع بتثبيت برامج كيويكس الحاسوبية ونشرها عن طريق شبكات لاسلكية داخلية كما يوفر الخادمات الحاسوبية وكل متطلبات الدعم والتدريب.
المؤسسون للمشروع هم ويكيبيديا الفرنسية والمعهد الفرنسي، والوكالة الجامعية الفرانكوفونية. ويُقدر عدد متحدثي اللغة الفرنسية في أفريقيا بنحو 120 مليون شخص بحسب احصائيات عام 2010 موزعة فلى 24 بلد يعتمدون اللغة الفرنسية كلغة رسمية.
فكرة الوصول إلى ويكيبيديا عبر مفاتيح اليو أس بي  ليست جديدة في أفريقيا ولكنها مفاتيح غالبًا ما تكون محتوياتها غير محدثة باستمرار بينما يجري تحديث أفريبيديا بصفة منتظمة. وللمشروع إفادة قيمة في الجامعات الأفريقية المشاركة في المشروع إذ أن العديد منها تستخدم الإنترنت البطيء بينما القليل منها لا يمكنها الوصول إلى الإنترنت البتة.
يوفرالمشروع محتوى إضافيا إلى جانب ويكيبيديا، مثل ويكاموس. كما يمكن لشبكة نظام أفريبيدا بتوفير أي محتوى مقدم بتوليفة ملفات زيم  مثل محتوى مشروع غوتنبرغ و ويكي مصدر ، المتوفرة بتوليفة زيم.
كما يشجع المشروع أيضا على تكوين اندية مستخدمي أفريبيديا محليين.
وقُدِّر المشروع على أنه خطة مؤقتة ضرورية وفعالة لحين وصول الإنترنت إلى جميع أنحاء أفريقيا.

## الجدول الزمني
- خريف 2011 – ربيع 2012 : إعداد المشروع وتشكيل الشراكة وتطوير خوارزمية كيويكس.
- 15 حزيران / يونيو: وقع إتفاقية المشروع من برنارد سيركوليني (ممثلا الوكالة الجامعية الفرانكوفونية)، وكزافييه تداركوس (ممثلا المعهد الفرنسي) و ريمي ماتيس (ممثلا ويكيبيديا الفرنسية).
- يوليو 2012 : عُرِض مشروع النموذج في منتدى عالم اللغة الفرنسية الذي أقيم في كيبيك.
- 6-9 نوفمبر : جرى تدريب 15 قادة مشروع أتوا من 12 بلد تقع في شرق ووسط أفريقيا والذي عُقد في الحرم الجامعي لجامعة فيليكس هوفويه بوانيي في أبيدجان في ساحل العاج. كما جرى نشر 15 نقطة وصول تحتوي على الكمبيوتر مع مفتاح يو أس بي  وموجه واي فاي لاسلكي.
- من 24 وحتى 28 حزيران / يونيه 2013 : مرحلة التدريب ونشر النقاط الثانية في كينشاسا.
- 14-18 تشرين الأول / أكتوبر 2013: مرحلة التدريب ونشر النقاط الرابعة في ياوندي
- من 29 أيلول / تشرين الأول وحتى 3 تشرين الأول / أكتوبر 2013: مرحلة التدريب ونشر النقاط الرابعة في أنتاناناريفو.